# Saint-Césaire-de-Gauzignan
 Saint-Césaire-de-Gauzignan  es una población y comuna francesa, situada en la región de Languedoc-Rosellón, departamento de Gard, en el distrito de Alès y cantón de Vézénobres.

## Demografía
| 190 | 201 | 194 | 211 | 212 | 224 |
| Para los censos de 1962 a 1999 la población legal corresponde a la población sin duplicidades (Fuente: INSEE [Consultar]) |     |     |     |     |     |